# Ulrik Munther
Jens Ulrik Munther (Kungsbacka, 18 febbraio 1994) è un cantante svedese di etichetta Universal Music. Munther ha iniziato a suonare molto giovane in diverse band rock giovanili in giro per Kungsbacka, appena fuori Göteborg. Dopo aver suonato cover per qualche tempo, iniziò a scrivere un proprio repertorio e il successo in internet e le varie tournée lo hanno reso famoso.

## Lilla Melodifestivalen / MGP Nordic
All'età di quindici anni prende parte al Lilla Melodifestivalen, un concorso nazionale svedese per giovani cantanti con il brano En vanlig dag ("Un giorno qualunque"), la cui vittoria dà diritto di partecipazione al MGP Nordic (Melody Grand Prix Nordic). Dopo aver vinto il concorso svedese, Munther vince anche il concorso MGP Nordic, al quale partecipano cantanti provenienti dalla Danimarca, dalla Norvegia, dalla Svezia e dalla Finlandia.

## Carriera
Un anno dopo aver vinto il MGP Nordic, Munther partecipa nuovamente al Metro Music Challenge con il brano Life, stavolta però arrivando al secondo posto. Il produttore Johan Åberg vedendo in lui un potenziale, avvia una collaborazione col cantante.
Dopo aver diffuso in internet il brano Boys Don't Cry, il cantante svedese viene contattato da numerose case discografiche internazionali, ed alla fine firma un contratto con la Universal Records a settembre 2010. Inoltre gira l'Europa e gli Stati Uniti in tour ed ottiene una certa notorietà grazie alla cover di Lady Gaga di Born This Way, presentata da Perez Hilton sul proprio blog. A maggio 2010 Munther intanto partecipa al programma trasmesso da SVT Humorgalan, come parte di una campagna benefica per l'UNICEF. Nel corso dell'anno inoltre partecipa ai festival Allsång på Skansen e Lotta på Liseberg, compare nel programma Sommarlov in onda su SVTB ed interpreta My Generation insieme a Peter Johansson, Rock-Olga ed altri.
Il 24 settembre 2011 viene pubblicato il suo primo album, intitolato Ulrik Munther e registrato a Stoccolma, che debutta direttamente alla prima posizione degli album più venduti in Svezia. A dicembre collabora Munther con la cantante Caroline Costa nel singolo Je t'ai menti.

## Melodifestivalen
Nel 2012, ha partecipato al Melodifestivalen con il brano Soldiers. Il cantante è stato uno dei due vincitori della seconda semifinale, ottenendo la possibilità di partecipare alla finale, che si è svolta il 10 marzo 2012 presso la Globe Arena di Stoccolma, dove è arrivato terzo.
Si ripresenta nell'edizione del 2013, con il brano Tell the World I'm Here, con cui vince la quarta semifinale. In finale arriva di nuovo terzo, favorito dalle giurie (secondo) ma penalizzato dal televoto (solo sesto).

## Discografia

### Album
| Album         | Dettagli                                                                 | Posizione massima | Certificazioni |
| Album         | Dettagli                                                                 | SWE               | Certificazioni |
| ------------- | ------------------------------------------------------------------------ | ----------------- | -------------- |
| Ulrik Munther | - Data di pubblicazione: 2011 - Etichetta: Universal Music - Formati: CD | 1                 |                |

### Singoli
| Anno | Singolo        | Posizione in classifica | Certificazioni | Album         |
| Anno | Singolo        | SWE                     | Certificazioni | Album         |
| ---- | -------------- | ----------------------- | -------------- | ------------- |
| 2011 | Boys Don't Cry | 31                      |                | Ulrik Munther |
| 2012 | Soldiers       |                         |                | Non su album  |